# Mamma ho acchiappato un russo
Gli AcchiappaRussi noto anche come: Mamma ho acchiappato un russo è un film del 1987, diretto da Rick Rosenthal.

## Trama
Alcune notti prima del 4 luglio, tre ragazzi di 12 anni (Danny, Adam e Jason), figli di militari, sono riuniti nella camera da letto di Key West a leggere il loro libro preferito, Il Sergente Slammer. Una nave da guerra sovietica è ancorata appena al largo della costa e, nonostante la violenta tempesta, l'ufficiale dell'intelligence Sulock, ignorando il capitano, trascina il radiologo Mischa Pushkin e il suo compagno Boris in una zattera per imbarcarsi a terra e accettare un prototipo di un dispositivo di sorveglianza da un traditore americano. La zattera si rovescia e Mischa viene trascinato a riva. La mattina dopo, Danny, Adam e Jason partono con la loro barca a motore per raggiungere il loro nascondiglio, un'isola disabitata con un bunker navale abbandonato. Sulla strada, trovano un libro di codici russo appartenente ad uno dei marinai e più avanti la zattera distrutta. Temendo che i russi stiano organizzando un'invasione, Adam e Jason tornano in città e lasciano Danny a proteggere il loro bunker. Danny entra nel bunker e viene preso in ostaggio da Mischa, che era stato lì tutta la notte mangiando le loro barrette e leggendo il loro libro. Non riuscendo a dare l'allarme per la sospetta invasione, Adam e Jason ritornano e riescono a sopraffare Mischa, complice la sua spalla slogata e la sua pistola non funzionante dopo il naufragio.
Seguendo le regole della Convenzione di Ginevra, i ragazzi interrogano Mischa, che dice di non avere idea del perché sia lì e sia finito per caso nel loro nascondiglio. Danny è pronto a consegnare Mischa alla polizia, mentre Adam è più interessato ad essere diplomatico, e cerca di medicare la spalla di Mischa. Non avendo una formazione medica, si avvalgono dell'aiuto della sorella di Adam, la studentessa infermiera Diane, che si innamora di Mischa a prima vista. Dopo pranzo in un McDonald's locale, nasce una questione sul da farsi, ma Jason si schiera con Adam e quindi Mischa non viene consegnato alla polizia, non avendo un programma anti-americano. Mischa compra alcuni vestiti americani e i quattro passano il 4 luglio a divertirsi. Prima che Jason possa andarsene si imbattono in Raimy, un caporale dell'esercito ubriaco che causa problemi alla banchina di Key West. Mischa interviene, venendo quasi alle mani, ma Raimy viene trascinato di nuovo alla base da un suo superiore. Mischa rimprovera se stesso, rendendosi conto di aver quasi commesso quello che potrebbe essere un atto di guerra.
Temendo per Mischa, Danny organizza un piano per prendere in prestito una nave privata dal porto e portare il loro amico a Cuba, dove potrebbe trovare la strada di casa. Ottenendo di nuovo aiuto da Diane, scoprono che i loro genitori sono andati nel loro bunker, trovando sia il nastro per gli interrogatori, sia la pistola ormai non funzionante di Mischa. Mentre i ragazzi stanno ultimando i preparativi, Diane e Mischa passano un momento romantico guardando i fuochi d'artificio dal molo. Raimy e i suoi amici ubriachi intercettano i ragazzi pronti a pilotare la barca. Mentre sconfiggono gli ubriachi, perdono tempo abbastanza da permettere alla barca di essere portata via dal suo proprietario. Pensando che Mischa si trova ormai in un vicolo cieco, vengono accolti da Sulock e Boris, che sono sopravvissuti al naufragio e hanno un sottomarino russo che li preleverà dopo la mezzanotte. Una volta che Adam e Jason lasciano prendere in prestito un'altra barca per il "rendez-vous", Sulock punta una pistola a Danny, ordinando a Mischa e Boris di legarlo. Sulock spinge Mischa e Boris fuori dalla rimessa per le armi, con l'intenzione di entrare nella base dell'esercito e rubare il dispositivo di sorveglianza.  Dopo aver implorato Sulock di non compiere questo potenziale atto di guerra, Mischa dà l'allarme e fugge di nuovo verso la rimessa delle barche con Raimy alle loro spalle. Cercando i ragazzi, i genitori hanno quasi messo in fuga i russi, quando Diane rivela inavvertitamente tutto riconoscendo Mischa.
Sulock ordina a tutti di entrare nella barca presa in prestito, tranne a Danny, che è ancora legato.  Mischa libera Danny e lo implora di fare qualcosa in modo che nessuno venga ucciso.  Cercando di telefonare alla polizia, Danny cerca di calmare Raimy che ruba la barca dei suoi compagni di bevute per inseguire e uccidere i russi. Danny prende il suo jetpack e vola sull'oceano, sperando di raggiungere i suoi amici prima di Raimy e avvertirli. I genitori arrivano al punto del rendez-vous, mentre Danny vola nel jetpack e Raimy gli spara; poi spara a Mischa mentre si tuffa in acqua per salvare Danny. Libero dal jetpack, Danny affronta e implora suo padre, un immigrato ungherese che disprezza i russi, di non portarlo sulla barca, ma di salvare il ferito Mischa. Una volta che tutti e tre sono salvi sulla barca, il sottomarino affiora e i marinai estraggono le loro armi, temendo che i loro compagni stiano per essere uccisi. Sulock punta la pistola sulla testa di Adam, ma Diane e il padre di Danny stanno di fronte a Mischa, pronti a prendere il proiettile. Dopo alcuni minuti pieni di urla da parte di tutti e tre per far abbassare le armi, lo stallo termina pacificamente, e Raimy ha sparato gli unici colpi. Il mattino seguente, il traditore viene arrestato (essendo stato abbandonato da Boris), mentre fuori sull'acqua, Raimy e Sulock vengono arrestati dalle loro rispettive forze armate e condannati di fronte ad una corte marziale per aver quasi scatenato una guerra.  Il padre di Danny e Mischa si abbracciano in reciproca gratitudine, mentre Diane riceve un addio romantico. Mischa è l'ultimo russo ad entrare nel sottomarino, si ferma a salutare i suoi giovani amici dicendo che spera ardentemente che lui e i ragazzi si incontrino di nuovo. La scena finale mostra Danny nella sua camera da letto, che legge il libro preferito di Mischa, Guerra e pace ad Adam e Jason.

## Produzione
La Blackthorne Publishing si è occupata della produzione del film.

## Home media
Mamma ho acchiappato un russo è stato pubblicato su VHS da Lorimar Home Video e su Laserdisc da Image Entertainment nel 1988. Nel 2002, il DVD del film è stato distribuito da Platinum Disc, senza contenuti bonus.